# 50 км (колійний пост, Південна залізниця)
50 кіломе́тр — залізничний колійний пост Куп'янської дирекції Південної залізниці.
Розташований на місці розгалуження в напрямку Харківської ТЕЦ-2, Чугуївський район, Харківської області на лінії Зелений Колодязь — Коробочкине між станціями Чугуїв (3 км) та Есхар (4 км).
Станом на травень 2019 року щодоби десять пар приміських електропоїздів здійснюють перевезення за маршрутом Гракове/Занки — Харків-Левада/Лосєве, проте зупинки не роблять.